# The Climb (chanson)
Pour les articles homonymes, voir The Climb.
Singles de Miley Cyrus
Fly on the Wall
(2008) Hoedown Throwdown
(2009)
The Climb est le 1er single de Miley Cyrus en 2009, sur l'album Hannah Montana, le film. Il a également été adapté dans le deuxième album de la chanteuse The Time of Our Lives. The climb est la chanson de Miley Cyrus à avoir eu le plus de succès critique. 
La chanson avait été nommée aux Grammy Awards 2009 dans la catégorie Best song from a movie. Mais comme spécifié dans les règles de cette catégorie, seules les chansons écrites dans le cadre d'un seul et même film peuvent concourir. Or l'auteur de la chanson l'avait proposé à plusieurs films avant que Disney ne la sélectionne et en achète les droits pour Hannah Montana: Le film. Connaissant cette erreur, Disney la signala et la chanson a été disqualifiée. 

## Classements
| Certification (2009)                         | Classements positions |
| -------------------------------------------- | --------------------- |
| Canadian Hot 100                             | 15                    |
| French SNEP Singles Chart                    | 16                    |
| Peruvian Top 10                              | 1                     |
| U.S. Billboard Hot 100                       | 2                     |
| U.S. Billboard Hot Adult Contemporary Tracks | 26                    |
| U.S. Billboard Hot Country Songs             | 47                    |
| U.S. Billboard Pop 100                       | 13                    |